# Josiah Smith
Josiah Smith (* 26. Februar 1738 in Pembroke, Plymouth County, Province of Massachusetts Bay; † 4. April 1803 ebenda) war ein US-amerikanischer Politiker. Zwischen 1801 und 1803 vertrat er den Bundesstaat Massachusetts im US-Repräsentantenhaus.

## Werdegang
Josiah Smith besuchte bis 1774 das Harvard College. Nach einem anschließenden Jurastudium und seiner Zulassung als Rechtsanwalt begann er in diesem Beruf zu arbeiten. Gleichzeitig schlug er eine politische Laufbahn ein. In den Jahren 1789 und 1790 war er Abgeordneter im Repräsentantenhaus von Massachusetts; von 1792 bis 1794 sowie im Jahr 1797 gehörte er dem Staatssenat an. Im Jahr 1797 wurde er auch Finanzminister seines Staates. Politisch wurde er Mitglied der Ende der 1790er Jahre von Thomas Jefferson gegründeten Demokratisch-Republikanischen Partei.
Bei den Kongresswahlen des Jahres 1800 wurde Smith im sechsten Wahlbezirk von Massachusetts in das US-Repräsentantenhaus in Washington, D.C. gewählt, wo er am 4. März 1801 die Nachfolge von John Reed antrat. Da er im Jahr 1802 auf eine weitere Kandidatur verzichtete, konnte er bis zum 3. März 1803 folglich nur eine Legislaturperiode im Kongress absolvieren. Josiah Smith starb am 4. April 1803 in Pembroke, nur einen Monat nach dem Ende seiner Legislaturperiode, an den Pocken, mit denen er sich auf dem Rückweg aus der Bundeshauptstadt Washington angesteckt hatte.